# VIA C7

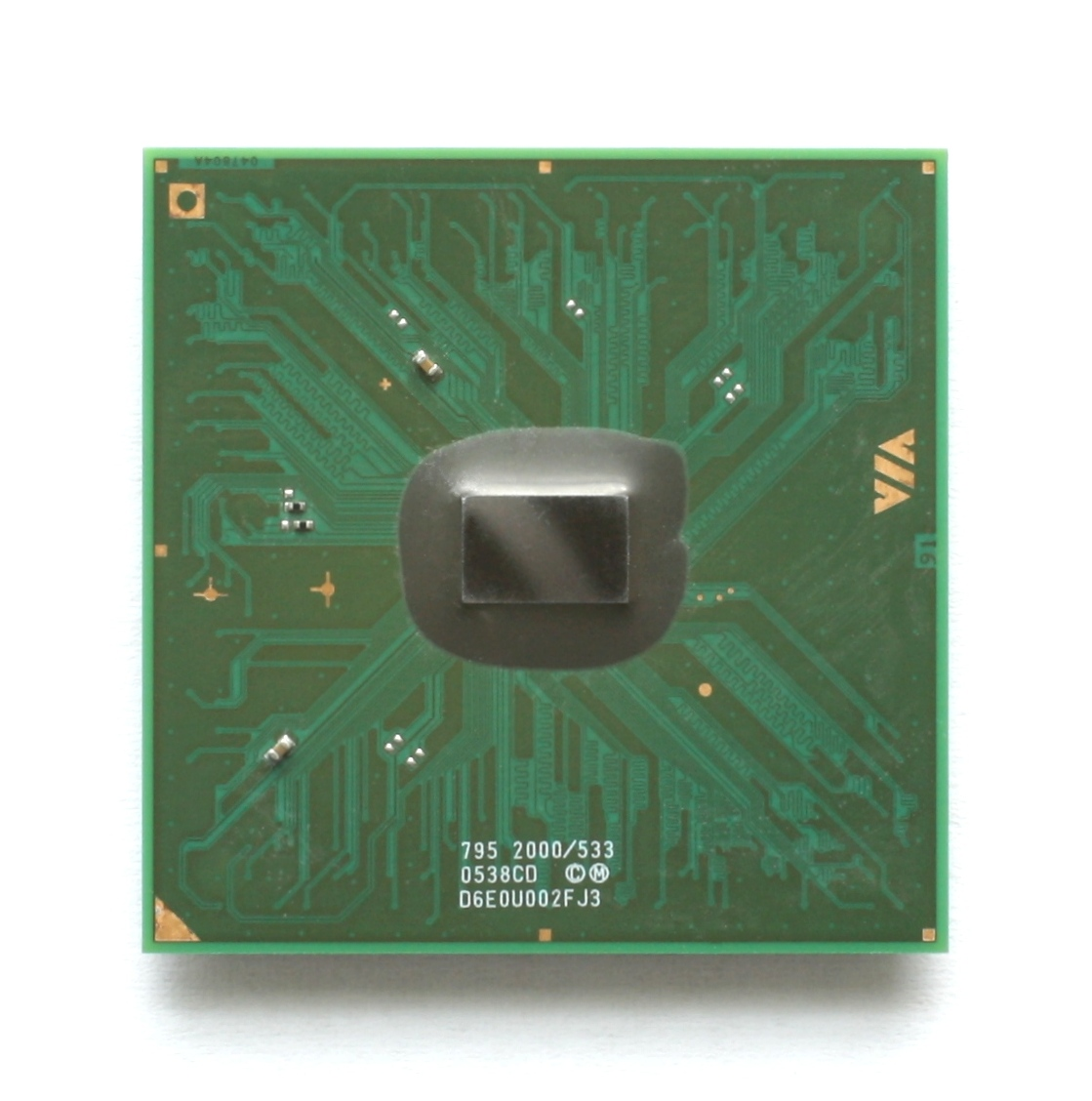
Procesor C7-M 795 2,0 GHz

VIA C7 – procesor platformy x86 produkowany przez firmę VIA Technologies (pod nazwą kodową Esther).
VIA C7 został opracowany przez spółkę Centaur Technology i jest następcą VIA C3. Układ charakteryzuje się bardzo niskim poborem mocy, który nie przekracza 20 W przy częstotliwości 2,0 GHz. VIA C7 jest wyposażony w technologie takie jak m.in. VIA PadLock Hardware Security Suite, generator liczb losowych RNG, system szyfrowania AES Encryption Engine.